# Helge Nysell
Karl Helge Nysell, född 7 mars 1900 i Karlskoga, död 18 januari 1963 i Karlskoga, var en svensk målare och teckningslärare. 
Nysell studerade konst vid Tekniska skolan samt vid Althins målarskola 1919–1920 därefter studerade han konsthantverk i Tyskland. Vid återkomsten till Sverige lämnade han konstnärsbanan och öppnade en målerifirma i Karlskoga som han drev till 1940. Därefter har han arbetat som teckningslärare vid Karlskoga högre allmänna läroverk.  
Han debuterade i Värmlands konstförenings utställning 1942, och ställde ut tillsammans med Erling Ärlingsson i Lidköping 1952 och Karlstad 1953. Våren 1953 inbjöd Folkskoleseminariets Konstförening i Karlstad Nysell att ställa ut separat.
Hans konst består av landskap, figurer och stilleben. Han var en av initiativtagarna till bildandet av Karlskoga konstförening 1946.
Nysell finns representerad på Värmlands museum, Värmlands läns landsting, Karlstad och Karlskoga kommuns konstsamlingar.
Karlskoga konstförening arrangerade en minnesutställning 1964 och 1986 i Karlskoga konsthall.